# Gille
För andra betydelser, se Gille (olika betydelser).

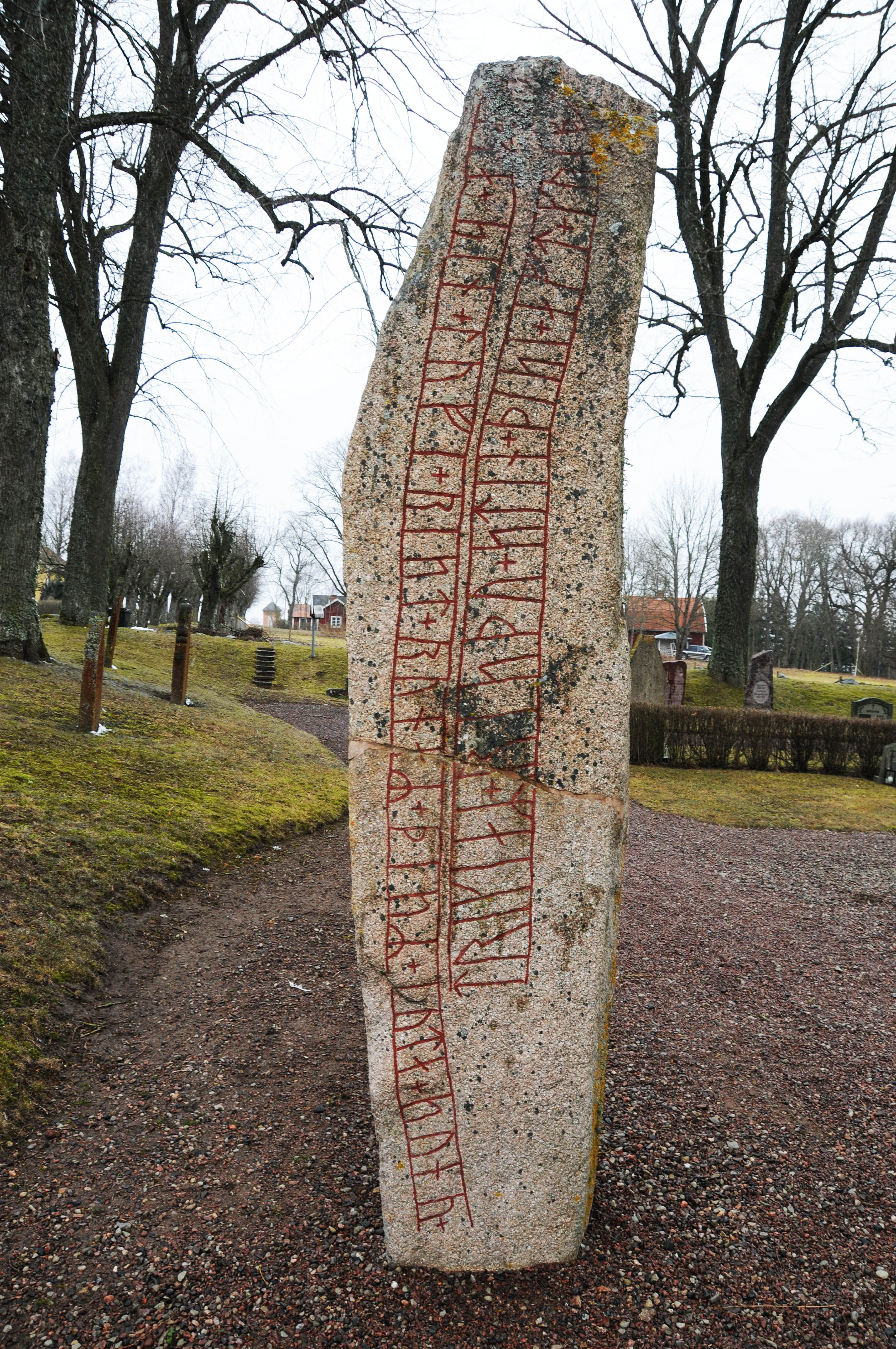
Bjälbostenen, vårt äldsta bevis på företeelsen gille. Texten lyder "Unga män reste denna sten efter Grep, sin gillesbroder. Love ristade dessa stenar, Jutes son."

Gille var en medeltida sammanslutning av människor, ett brödraskap där medlemmarna lovade varandra ett visst skydd. I modern form kan de liknas vid föreningar som bildades på olika plan i samhället och för olika behov, men de var samtidigt religiösa föreningar samt sjuk- och begravningskassor. Gillena höll även fester, gillesdrickningar vilka under senmedeltiden, då ätten och släkten börjat tappa sitt starka grepp om människornas liv och statsmakten och kyrkan i viss mån börjat dra försorg om människor, kom att bli gillenas viktigaste funktion. Gillet var ett av medeltidens mest specifika fenomen som fanns i stad såväl som på landsbygd.
Med tiden fick gillena en allt starkare religiös prägel, och reformationen ogillade gillenas fokusering på katolska helgon vilket kom att betyda slutet för det medeltida gillesfenomenet. Västerås riksdag 1544 beslöt om att upplösa landets kvarvarande gillen.

## Typer av gillen
Gillena fanns i huvudsak av fyra typer. Flest var de allmänna gillena, där i princip vem som helst kunde söka medlemskap. I realiteten ändå de allmänna gillena ofta människor ur ungefär samma sociala grupp. Prästgillen hade ofta mer eller mindre tydlig geografisk förankring, som Helga lekamens gille i Stockholm och Convivium Salvatoris i Uppsala. Hantverksgillena kom småningom att gå upp i skråväsendet och satt sin prägel på hantverksskrånas fester långt efter att fenomenet gillen försvunnit. Köpmän reste betydligt mer än vad de flesta gjorde på medeltiden, och köpmannagillena hade särskilt fokus på att hjälpa gillesbröder på resa.

## Gillen i Skänninge
Den äldsta skriftliga källan som nämner företeelsen gille är Bjälbostenen från början av 1000-talet som finns i Bjälbo kyrkby utanför Skänninge. Man vet att det under medeltiden fanns flera gillen i Skänningen varav det första omnämns år 1370, då Allhelgonagillet köper en fastighet. Två år efteråt testamenteras "kyrkoherdarnas" Vårfrugille en gåva av prästen i Vedbo. Troligen var detta gille en sammanslutning av prästerna i Skänninge prosteri. Trettiofem år senare omtalas ett S:t Johannes gille i Skänninge. Därtill har man hittat en sigillstamp från 1300-talet, tillhörande S:ta Gertruds gille. Adolf Schück ger ytterligare information om sigillstampen i boken Skänninge stads historia. 
| ” | Ett av Skänningegillena, S:ta Gertruds, räknade sannolikt många tyskar som medlemmar, ty dess beskyddarinna var ett speciellt tyskt – nederländskt helgon. Gertrudsgillena påträffas nämligen aldrig bland landsbygdens svenska befolkning, utan blott i städer med tyskt befolkningsinslag. | „ |

## Funktion
Peter Kropotkin (1842–1921) förklarar i boken Inbördes hjälp gillenas uppbyggnad:
| ” | Det finns inget som bättre belyser de medeltida brödraskapen än de tillfälliga gillen som bildades ombord på skepp. När ett hanseatiskt fartyg tillryggalagt sin första halva dagsresa sedan det lämnat hamnen, samlade kaptenen besättningen och passagerare på däck och höll, enligt samtida skildring, följande tal: – Då vi nu är utlämnade åt Guds nåd och vågorna, sade han, måste alla vara likvärdiga. Och då vi är omgivna av stormar, höga vågor, sjörövare och andra faror, måste vi upprätthålla en sträng ordning, för att vår resa ska få ett lyckosamt slut. Därför ska vi be böner för god vind och lycka och enligt sjölagen utnämna dem, som ska inneha domarsätena. Därpå valde besättningen ut en fogde och fyra scabini till att vara domare. Vid slutet av resan avgick fogden och scabini från sina ämbeten, vände sig till besättningen och sade: – Vad som hänt ombord måste vi förlåta varandra och anse för dött. Vad vi rätt dömt, var för rättvisans skull. Därför ber vi er alla i ärlig rättvisas namn att glömma all fiendskap, som någon kan nära mot den andre, och gå på ed på salt och bröd att inte tänka på sådant. Om någon anser sig förorättad, måste han vädja till lantfogden och kräva rättvisa av honom före solnedgången. När man gick i land överlämnade man kassan med fredsböterna till hamnfogden för utbetalning bland de fattiga. | „ |

Denna enkla skildring visar kanske bättre än något annat andan i medeltidens gillen. Liknande förbund uppstod överallt där en skara män – fiskare, jägare, resande köpmän, byggmästare eller bofasta yrkesmän – samlades för att göra gemensam sak. På ett skepp fanns alltid kaptenens befälsmyndighet, men för att det gemensamma företaget skulle sluta väl kom alla ombord, rika och fattiga, herrar och besättning, kapten och sjömän, överens om jämlikhet i sitt inbördes förhållande, att endast vara män, med plikt att hjälpa varandra och lösa eventuella tvister inför domare som valts av alla.
Likadant var det när ett antal hantverkare – murare, timmermän, stenhuggare etc – samlades för att bygga till exempel en katedral: de tillhörde då alla en stad med dess politiska organisation, och var och en av dem tillhörde dessutom sitt eget skrå; men de förenades ytterligare av ett gemensamt företag, som de kände bättre än någon annan, och ingick så ett närmare men tillfälligt förbund; de grundade gillet för uppförande av katedralen.

## Bakgrund
Gillena under medeltiden var främst ett stadsfenomen,[källa behövs] men liknande sammanslutningar har funnits på jorden i årtusenden. Det romerska collegiae var en form, och tidigare sammanslutningar har funnits i bland annat Grekland och Indien.
Adolf Schück (1897–1958) berättar om de första gillena i Europa:
| ” | Tidigast känner vi företeelsen och ordet gille från det Frankiska riket. År 779 utfärdade Karl den store, härskaren i det stora frankiska riket, förbud mot edsvurna gillen – de kunde bli farlig, om de drev någon politik; sällskap utan edsband, för hjälp och utdelning av allmosor fick däremot förekomma. På 1000-talet tycks gilleväsendet ha blomstrat i städer och handelsplatser kring Nordsjöns kuster, framför allt i England och bland friserna vid nedre Rhen. | „ |

I Norden har man haft en rik bondedemokrati. Vikingarna hade på sina handelsresor och rövarstråt ett stort behov att ty sig till varandra. Hemmavid fanns ättegemenskapen och dessa gemensamhetsinrättningar kom att inbakas i det nordiska gille-väsendet. Gillet i Bjälbo var nog unga handelsmän som hade gått ihop ett bolag under sina vikingafärder i österled.[källa behövs] Det är inte ens säkert att de var kristna, för Bjälbostenen saknar kristen utsmyckning.

## Brödraskap
Medeltidsstaden var inte centralstyrd. Den inre organisationen var uppdelad i territorier. Staden var vanligtvis uppdelad i flera kvarter som utstrålade från en medelpunkt – torget. Varje del av staden motsvarade ofta ett visst yrke eller en viss näring som dominerade där, men som ändå beboddes av människor från olika socialgrupper och yrken.
För att tydliggöra detta kan vi se på Venedig, där varje ö var ett självständigt politiskt samhälle. I Köln var invånarna uppdelade i granngillen med suveränt styre. Skänninge, den svenska stad som har visats som exempel, var för litet för att stadens kvarter skulle ha självstyre, men i olika delar koncentrerades olika yrken. Vid sidan av stadens styrelse fanns ändå små öar av självstyrande enheter – gillena. Kropotkin berättar:
| ” | Beträffande medeltidsgillets sociala egenskaper kan stadgarna hos vilket gille som helst tjäna som exempel. Om vi läser till exempel i något gammalt danskt gilles skraa, finner vi först ett betonande av de allmänna broderliga känslor som måste råda i gillet; därefter följer regler för den egna rättskipningen i händelse av tvist mellan två bröder eller en broder och en främling; och sedan uppräknas brödernas sociala skyldigheter. Om en broders hus brunnit ner, eller om han förlorat sitt skepp eller slitit ont på en pilgrimsfärd, måste bröderna komma till hans hjälp. Om en broder blir allvarlig sjuk, måste två bröder vaka vid hans säng tills han är utom fara, och om han dör måste bröderna begrava honom – en stor sak i dessa pestsjukdomars tid – och följa honom till kyrkan och till graven. Efter hans död måste de sörja för hans barn, om det visar sig nödvändigt; mycket ofta blir änkan syster i gillet. | „ |

Dessa två huvuddrag kännetecknar varje brödraskap, vilket ändamål det än ha bildats för. Medlemmarna visade alltid i ord och handling, att de betraktade varandra som broder och syster; alla var jämlikar inför gillet. De hade en del "ägodelar" (kreatur, jord, byggnader, gudstjänstplatser eller kapital) gemensamt.[källa behövs] Alla bröder lovade under ed att låta gamla fejder vila; och i stället för att ålägga varandra något löfte om aldrig mer råka i gräl stadgade de att ingen tvist skulle övergå till fejd eller gå till rättegång inför någon annan rätt än brödernas egen domstol. Om en broder var i rättstvist med en utomstående, kom de överens om att stå på hans sida i gott och ont, det vill säga att vare sig han anklagats på falska grunder för ett övergrepp eller verkligen var den skyldige, skulle de stödja honom och föra saken till ett fredligt slut. Så länge hans brott inte var lönnmord – i vilket fall han behandlades som en rättslös – hjälpte hans brödraskap honom.
Om den förorättades släktingar ville hämnas oförrätten genast, genom att ge sig på brodern, försåg brödraskapet honom med en häst eller med en båt, ett par åror, en kniv och eldstål att användas på flykten. Stannade han i staden, följde två bröder alltid honom och under tiden arbetade de på att nå en överenskommelse. De uppträdde inför rätta för att med ed styrka att hans uppgifter var riktiga, och om han befanns skyldig, tillät de inte att han råkade i svårigheter i brist på pengar och blev träl. De samlade gemensamt ihop ersättningssumman alldeles som gens hade gjort tidigare. Det var endast om en broder hade brutit sin tro mot skråbröderna eller mot andra människor som han uteslöts ur brödraskapet "med nidings namn".
Detta var grundtanken i brödraskapen, som så småningom kom att behärska hela det medeltida livet. Vi känner till att det har funnits skrån bland alla möjliga yrken: gillen av livegna, gillen av friborna och gillen av både trälar och friborna. Gillen som kommit till för ett särskilt ändamål (t.ex. en jakt-, fiske- eller handelsexpedition), och som upplösts när det nått sitt syfte och gillen, som under sekler bevarats inom ett yrke eller en näring. Allt eftersom livet fylldes av en större mångfald av syften, ökade i samma mån gillenas antal. Inte enbart köpmän, hantverkare, jägare och bönder var sammanslutna i gillen, utan det har även existerat gillen av präster, målare, skol- och universitetslärare, gillen för att uppföra passionsspel, för att bygga en kyrka, för att tränga in i en viss konst- eller yrkesskolas "mysterier" eller för en speciell förströelse – även gillen bland tiggare, skarprättare och fallna kvinnor, och samtliga dessa gillen med egen lagskipning och med inbördes hjälp.

## Gillesdrickningen
Minst en gång om året höll gillet en gemensam fest, gillesdrickningen. Varje gille hade ett eget skyddshelgon, och gillet hölls oftast i anslutning till helgonets dag. Många gillen hade namn efter detta helgon, såsom Stockholms två Vårfrugillen för tyska köpmän respektive för svenska hantverkare.
Gillesdrickningens vikt framgår av hur noga deras finansiering, genomförande och utförande specificerades i gillenas statuter. I sådana statuter finns även många instruktioner om skålceremonin minnedrickning, som utfördes till helgons och Treenighetens ära. Till gillesdrickningen hörde särskilda minnevisor.
Medeltidsstaden var fylld av orättvisor, men inom gillet fanns ändå en gemenskap som gick över klassgränserna. Den manifesterades i den årliga högtiden som blev höjdpunkten för hela gilleinstitutionen. Kropotkin berättar:
| ” | Dagen för den gemensamma måltiden var alltid dagen för valet av åldermän, för överläggning om ändringar i stadgarna och mycket ofta för dömande av tvister som uppstått mellan bröder, eller för förnyat lydnadslöfte till gillet. | „ |

Den gemensamma måltiden var helt enkelt en bekräftelse på brödernas vänskap. Den symboliserade den tid då klanen ägde allt gemensamt. Åtminstone under den dagen tillhörde allt alla; alla satt vid samma bord och delade samma mål. Även långt senare hade man kvar seden att fattighjonet på ett gilles fattighus i London denna dag satt sida vid sida med den rike åldermannen...[källa behövs]

## Knutsgillen
Knutsgillen var ursprungligen danska köpmansgillen som i vissa fall överlevde reformationen genom att leva kvar som ett slags ordenssällskap. Knutsgillet i Lund, Knutsgillet i Malmö och i Ystad kan räkna pågående verksamhet sedan medeltiden. I modern tid har en del Knutsgillen återupplivats i dagens Sverige, Danmark och norra Tyskland.